# Flughafen Heringsdorf

i7
i11
i13

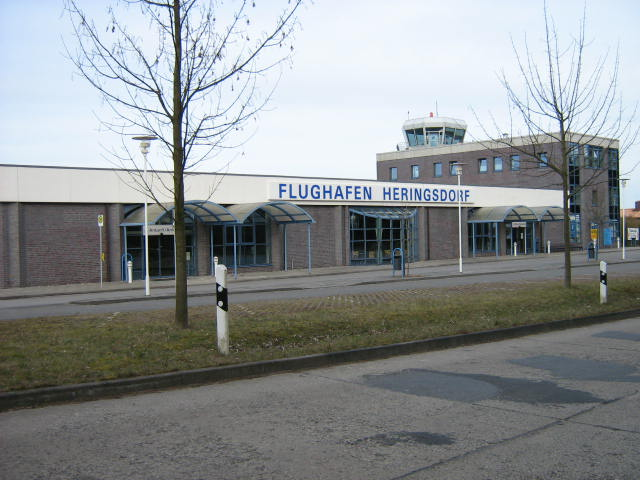
Terminal des Flughafens Heringsdorf

Der Flughafen Heringsdorf (IATA-Code: HDF, ICAO-Code: EDAH) ist ein Verkehrsflughafen auf der Insel Usedom. Er liegt auf dem Gebiet der Gemeinden Garz und Zirchow. Zum Flugangebot zählen innerdeutsche Linienflüge, Charterflüge zu ausländischen Zielen für Urlauber und Geschäftsreisende sowie Rundflüge in der Region. Die Zahl der Fluggäste lag 2018 bei 31.038.

## Geschichte
Der Heringsdorfer Regionalflughafen ist einer der ältesten deutschen Luftzielorte und galt nach dem bis 1972 im Linienverkehr und bis 1991 als Verkehrslandeplatz betriebenen Flughafen Leipzig-Mockau als der zweitälteste Flughafen auf dem Territorium der Deutschen Demokratischen Republik (DDR).
Der damalige Exerzierplatz der Garnison Swinemünde wurde bereits 1911 durch die Rumpler Taube des kaiserlichen Heeres angeflogen. Im Jahr 1919 begann die Geschichte des Flughafens als „Landflugplatz Swinemünde“ der benachbarten Stadt. Der Platz wurde durch die Sablatnig-Flugzeugbau GmbH nach dem Ersten Weltkrieg ausgebaut. Die ersten Verkehrsmaschinen, die den heutigen Flughafen Heringsdorf anflogen, waren SAB P III für sechs Passagiere. In den 1930er Jahren trainierten hier auch Segelflieger.
Im Jahre 1935 übernahm die Luftwaffe der Wehrmacht den Flugplatz und ließ ihn in den folgenden Jahren zum Fliegerhorst Garz ausbauen. Ab 1936 wurde hier die Küstenjagdstaffel 3/136 stationiert. Diese war mit Flugzeugen vom Typ Heinkel He 51 ausgerüstet. In dieser Zeit wurde auch eine Kunstflugstaffel aufgebaut, die mit Maschinen vom Typ Bücker Jungmeister flog. Im Jahr 1937 erhielt die Einheit zunächst Jagdflugzeuge des Typs Messerschmitt Bf 109 und kurze Zeit später auch Bf 110. Für die Ausbildung an der Bf 110 wurde östlich des Flugplatzes in Richtung Kamminke ein Schießplatz angelegt. In den letzten Jahren des Zweiten Weltkriegs wurde das Rollfeld ausgebaut, um größere Maschinen wie die Langstreckenbomber He 177 aufnehmen zu können. Während die umliegenden Dörfer am 4. Mai 1945 Luftangriffen durch die Rote Armee ausgesetzt waren, blieb der bereits geräumte Flugplatz unbeschädigt und wurde am folgenden Tag durch sowjetische Truppen besetzt.
Die folgende Tabelle zeigt die vollständige Auflistung aller fliegenden aktiven Einheiten (ohne Schul- und Ergänzungsverbände) der Luftwaffe der Wehrmacht die hier zwischen 1937 und 1945 stationiert waren.
| Von           | Bis            | Einheit                                                                           | Ausrüstung                                                      |
| ------------- | -------------- | --------------------------------------------------------------------------------- | --------------------------------------------------------------- |
| Februar 1938  | Oktober 1938   | I.(J)/Lehrgeschwader Greifswald (I. (Jagd-) Gruppe des Lehrgeschwader Greifswald) | Heinkel He 51B, Messerschmitt Bf 109B, Messerschmitt Bf 109D    |
| November 1938 | September 1939 | Stab, I.(J)/LG 2 (Stab und I. (Jagd-) Gruppe des Lehrgeschwader 2)                | Heinkel He 51B, Messerschmitt Bf 109B, Messerschmitt Bf 109D    |
| Januar 1940   | März 1940      | I./ZG 52 (I. Gruppe des Zerstörergeschwaders 52)                                  | Messerschmitt Bf 109D, Messerschmitt Bf 110                     |
| Februar 1940  | März 1940      | II./ZG 76                                                                         | Messerschmitt Bf 109D, Messerschmitt Bf 110                     |
| März 1940     | April 1940     | II./ZG 1                                                                          | Messerschmitt Bf 109D, Messerschmitt Bf 110                     |
| Mai 1941      | Juni 1941      | II./SKG 210 (II. Gruppe des Schnellkampfgeschwaders 210)                          | Messerschmitt Bf 110                                            |
| November 1941 | Februar 1942   | Versuchsstaffel d. Lw. 293                                                        |                                                                 |
| März 1942     | April 1943     | Lehr- und Erprobungskdo. 15                                                       |                                                                 |
| August 1942   | Januar 1943    | Lehr- und Erprobungskdo. 21                                                       |                                                                 |
| April 1943    | Juli 1943      | Stab, II./KG 100                                                                  | Dornier Do 217K-2, Dornier Do 217E-5, Heinkel He 111H-11        |
| August 1943   | Dezember 1944  | Lehr- und Erprobungskdo. 36                                                       |                                                                 |
| August 1944   | September 1944 | III./KG 100                                                                       | Dornier Do 217M-1, Dornier Do 217K-3                            |
| Dezember 1944 | April 1945     | Versuchskdo./KG 200                                                               | Dornier Do 217, Heinkel He 111, Heinkel He 177, Fieseler Fi 156 |
| Februar 1945  | April 1945     | Stab, II./JG 1 (Stab und II. Gruppe des Jagdgeschwaders 1)                        | Focke-Wulf Fw 190A                                              |
| Februar 1945  | April 1945     | II./JG 3                                                                          | Messerschmitt Bf 109G, Messerschmitt Bf 109K                    |
| April 1945    | April 1945     | IV./JG 51                                                                         | Focke-Wulff Fw 190A, Focke-Wulff Fw 190D                        |

Nach dem Krieg wurden hier das 12. und 314. Jagdfliegerregiment (IAP), der Stab der 601. Schlachtfliegerdivision (SchAD) sowie Panzertruppen der Gruppe der Sowjetischen Streitkräfte in Deutschland (GSSD) stationiert. Ab 1960 nutzte das Transportflieger-Ausbildungsgeschwader 14 (TFAG-14) der Nationalen Volksarmee (NVA) den westlichen Teil des Geländes. Nach dessen Auflösung 1962 diente das Areal als Ausweichflugplatz für verschiedene Verbände der Luftstreitkräfte der DDR. Bis Anfang der 1960er Jahre war die Start- und Landebahn eine Gliederrollbahn aus Patent-Stahlsegmenten. Im Jahr 1962 wurde ein Teil des Flugplatzes zur zivilen Nutzung durch die DDR-Fluggesellschaft Interflug umgebaut und im Passagierverkehr mit dem heutigen Namen „Flughafen Heringsdorf“ angesprochen, während die NVA ihn weiterhin als „Flugplatz Garz“ bezeichnete. Um schwereren Flugzeugen wie der Iljuschin Il-14 die Landung zu ermöglichen, musste eine neue Start- und Landebahn gebaut werden. Im Jahr 1973 wurde ein Abfertigungsgebäude für den Saisonflugverkehr der Interflug in Betrieb genommen. Flugverbindungen bestanden unter anderem nach Berlin, Dresden, Erfurt und Leipzig. Bereits sechs Jahre später stellte die Interflug den regulären Inlandsflugbetrieb von und nach Heringsdorf wieder ein, betrieb jedoch in den Sommermonaten der Jahre 1979, 1980 und 1981 einen Charterflugverkehr nach Prag. Durchgeführt wurde dieser mit einer Iljuschin Il-18 der Interflug. Eine Besonderheit gab es laut Flugplan im Sommer 1964. Hier wurde ein sonntäglicher Flug mit der Il-14 nach Barth durchgeführt. Die Flugzeit betrug 25 Minuten. Im Jahr 1980 wurden die Panzertruppen der GSSD abgezogen. Bis 1992 blieb noch eine Pionierabteilung stationiert. Nach der Auflösung der NVA 1990 endete die militärische Nutzung des Geländes. Im überwiegenden Teil der ehemaligen Kasernen sind heute soziale Einrichtungen untergebracht.
Gegen Ende der militärischen Nutzung verfügte der Flugplatz im Jahr 1989 in beiden Anflugrichtungen über jeweils zwei ungerichtete Funkfeuer (DDR-Terminologie: Fernfunkfeuer, Nahfunkfeuer), wobei das Fernfunkfeuer der Anflugrichtung 286° auf polnischem Gebiet stand. Die Anflugrichtung 286° war außerdem mit dem militärischen Landesystem PRMG ausgestattet. Die Flugsicherung konnte ein Rundsichtradar und ein Präzisionsanflugradar nutzen. Das militärische Rufzeichen lautete GESETZ.

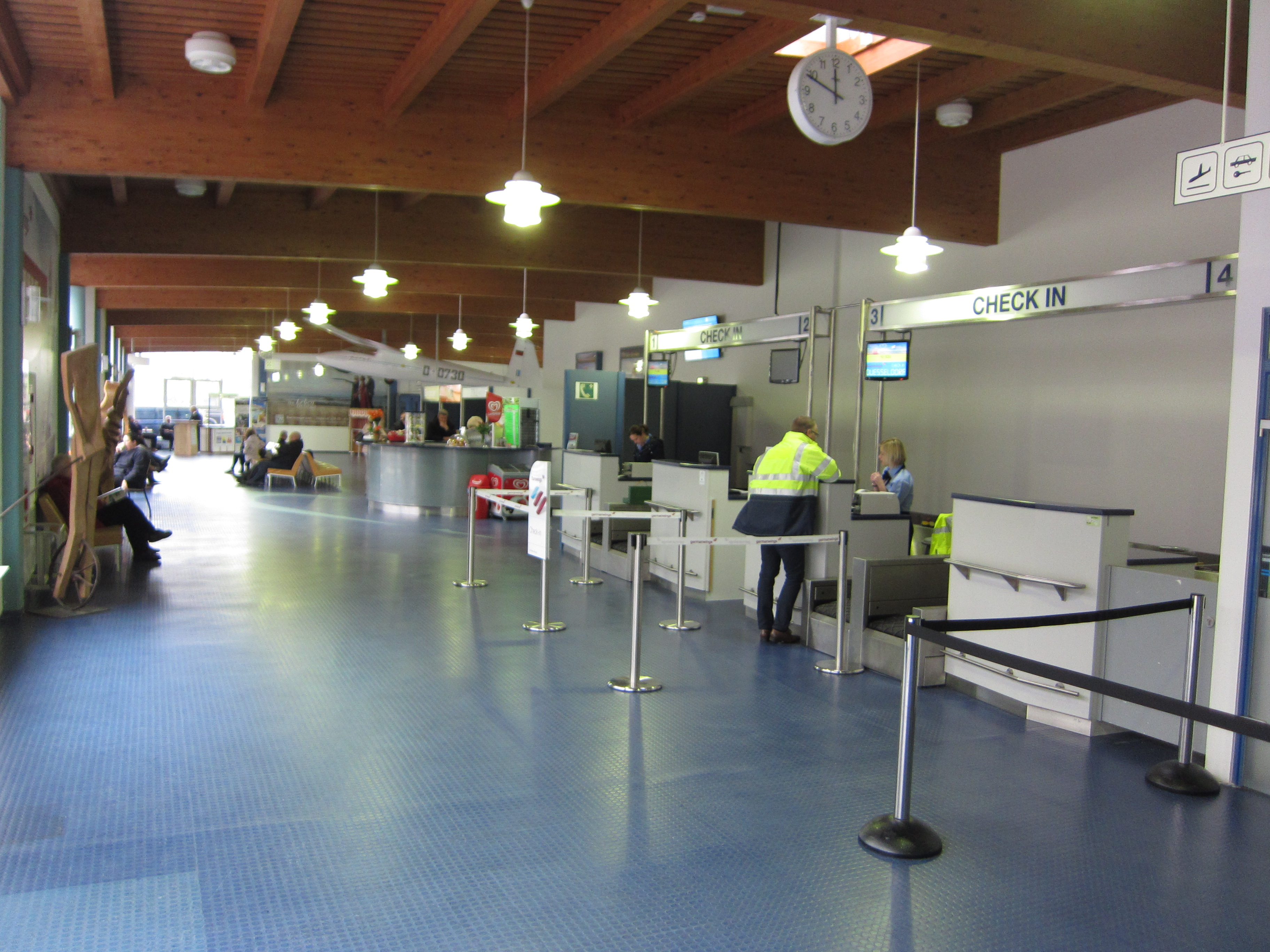
Checkin-Bereich im Terminalgebäude

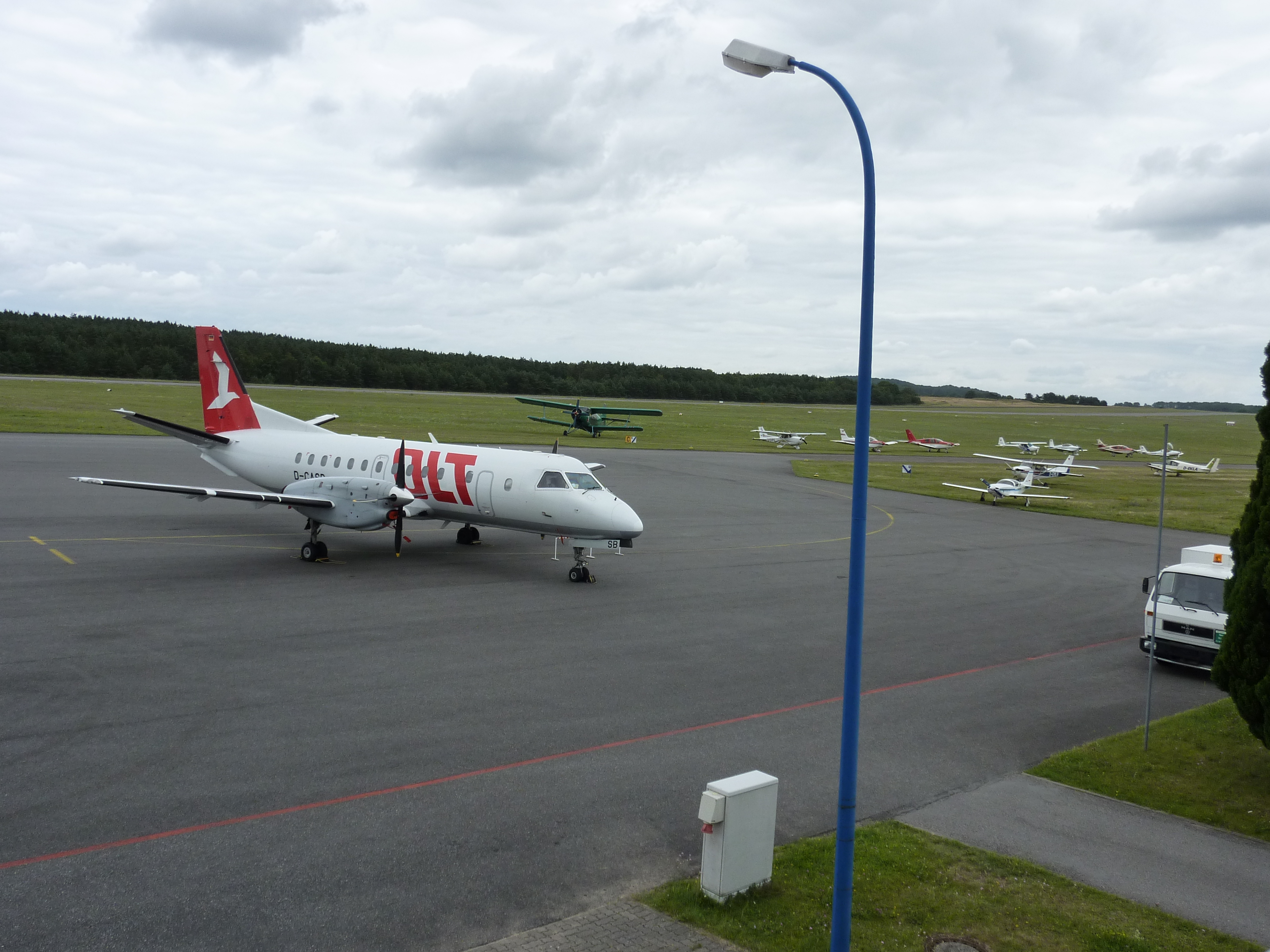
Das Vorfeld 2009

Von 1993 bis 1996 erfolgte die Grundsanierung der Flugbetriebsflächen, die Installation einer Instrumentenanflugbefeuerung und der Aufbau einer Wetterstation. Unter dem ehemaligen Flughafendirektor Ralf Giebener kam es in Jahren 1996 und 1997 zum Charterflugverkehr nach Istanbul und Antalya mit Maschinen der Typen A320 und MD 88, im Jahr 1998 zur Fortsetzung der Linienflüge und zum Charterflugverkehr nach Tunesien.

## Heutige Nutzung

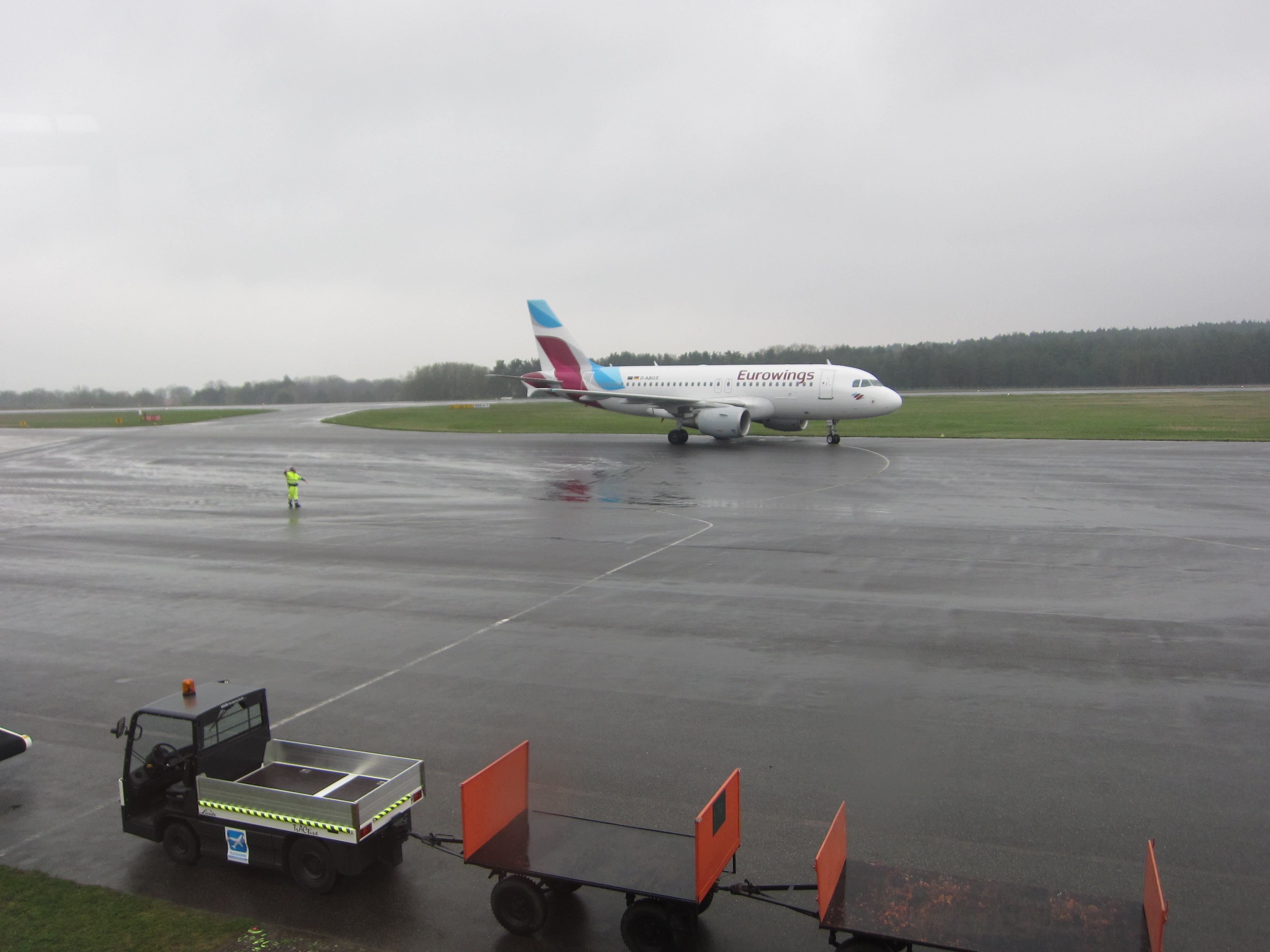
Eurowings-Airbus in Heringsdorf

Angesichts geringer Fluggastzahlen im Linienverkehr schlossen im Jahr 2007 Hoteliers und ein kommunales Tourismusmarketing-Unternehmen eine Öffentlich-private Partnerschaft über die Organisation des Linienflugverkehrs auf die Insel. Dadurch konnten Fluggesellschaften gewonnen werden, die durch eine Ticket-Abnahmegarantie Usedom in der Sommersaison einmal wöchentlich im Linienverkehr anfliegen. Im Jahr 2008 flog somit die damalige OLT zu vier deutschen Zielen mit Saab 340 oder Saab 2000.
Im Jahr 2009 flog OLT in der Sommersaison samstags jeweils einmal nach Bremen, Köln/Bonn, Dortmund, Frankfurt am Main, Zürich, München und jeden Sonntag nach Düsseldorf. Air Berlin nahm am 1. Mai 2010 neue Verbindungen nach Dortmund, Düsseldorf und Stuttgart auf. Die geplante Verbindung nach Nürnberg kam aufgrund zu geringer Nachfrage nicht zustande. Die Flüge nach Heringsdorf wurden für Air Berlin durch die LGW mit Turbopropmaschinen des Typs De Havilland DHC-8-400 betrieben.
Im Jahr 2012 flogen erstmals auch die schweizerische Helvetic Airways zu Zielen in die Schweiz (Bern, Zürich) und die polnische Eurolot zu Zielen in Polen (Warschau, Krakau) bzw. ab 2013 auch nach Dortmund und Köln/Bonn.
Germanwings flog 2014 erstmals anstelle von Air Berlin die Insel an. Die Strecken wurden bedient mit Bombardier CRJ900 mit 90 Sitzen (betrieben durch Eurowings) und Airbus A319. Im Sommer 2014 gab es auch vereinzelt Charterflugverkehr mit Austrian Airlines nach Linz. Eingesetzt wurde hier ein Flugzeug des Typs DHC-8-400. Im Jahr 2016 flogen auch Air Baltic und SkyWork Airlines den Flughafen an.
Mit Start des Sommerflugplans 2025 wird jeden Samstag Heringsdorf mit Zürich verbunden.

## Verkehrszahlen
| Jahr | Fluggastaufkommen gesamt | Fluggastaufkommen Linienverkehr | Flugbewegungen |
| ---- | ------------------------ | ------------------------------- | -------------- |
| 1997 | 25.076                   |                                 | 9928           |
| 1998 | 23.246                   |                                 | 8724           |
| 1999 | 21.624                   |                                 | 9560           |
| 2000 | 19.496                   |                                 | 8682           |
| 2001 | 22.280                   |                                 | 9346           |
| 2002 | 26.490                   |                                 | 8942           |
| 2003 | 21.450                   |                                 | 9180           |
| 2004 | 18.850                   |                                 | 8376           |
| 2005 | 31.051                   |                                 | 8740           |
| 2009 | 25.473                   |                                 | ?              |
| 2011 | 33.264                   |                                 | ?              |
| 2012 | 41.733                   |                                 | ?              |
| 2013 | ?                        |                                 | ?              |
| 2014 | 44.874                   |                                 | 7964           |
| 2015 | 27.547                   | 18.215                          | ?              |
| 2016 | 42.200                   | 22.000                          | ?              |
| 2017 | 32.000                   | 19.600                          | 4.369          |
| 2018 | 31.038                   | 15.279                          | 5.934          |

## Verkehrsanbindung
Der Flughafen Heringsdorf ist über die Bundesstraßen 110 und 111 an das Straßennetz angebunden und rund zehn Kilometer von Ahlbeck sowie rund 18 Kilometer von Bansin entfernt. Die Entfernung bis zu den nächsten größeren Städten der Region, Greifswald und Stralsund, beträgt rund 50 beziehungsweise 90 Kilometer, bis zum Anschluss an die A 20 etwa 60 Kilometer. Über den rund neun Kilometer vom Flughafen entfernten Bahnhof Ahlbeck und die Verbindungen der Usedomer Bäderbahn (UBB), die den Bahnnahverkehr auf der Insel Usedom und bis zum Festlandbahnhof Züssow betreibt, besteht darüber hinaus eine Anbindung an das Regional- und Fernverkehrsnetz der Deutschen Bahn. Ein Busanschluss zum Bahnhof besteht ein bis zweimal täglich. Die Stammstrecke der Bahn soll darüber hinaus perspektivisch über Swinemünde bis zum Flughafen verlängert werden.

## Hangar 10
Unweit des Abfertigungsgebäudes befindet sich die Freizeiteinrichtung „Hangar 10“. Sie besteht aus einem kleinen Flugzeugmuseum, einer Schauwerkstatt, Flugsimulatoren, einer Spielewelt und gastronomischen Einrichtungen. Im Museum werden folgende Flugzeuge gezeigt:
- Bücker Bücker Bü 131 Jungmann
- Bücker Bücker Bü 133 Jungmeister
- Fieseler Fi 156 Storch
- Messerschmitt Bf 108
- Messerschmitt Bf 109 G6
- Messerschmitt Bf 109 G14

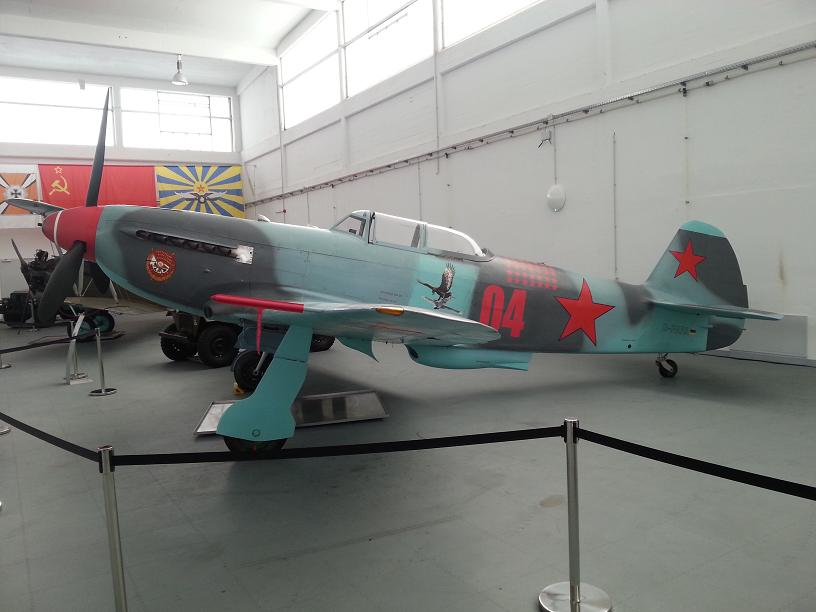
Jak-9 im Hangar 10

- Hispano Aviación HA-1112 (spanischer Nachbau der Bf 109 als Bf 109 G-12 Zweisitzer)
- Focke-Wulf FW 190A
- Piper PA 18 Super Cub
- North American P-51 Mustang
- Supermarine Spitfire Mk 18
- Jakowlew Jak-9
- Polikarpow Po-2

Alle ausgeführten Exemplare sind flugfähig (Stand: Januar 2020). Die Ausstellung wird durch Darstellungen zu den Luftwaffen Deutschlands, der USA, Großbritanniens und der Sowjetunion im Zweiten Weltkrieg ergänzt. Neben den Flugzeugen sind auch einige Fahrzeuge aus der Zeit des Zweiten Weltkrieges ausgestellt. Zudem befinden sich noch weitere nicht flugfähige Repliken von Flugzeugen im statischen Display.